# Tetrica nanula
Tetrica nanula är en insektsart som först beskrevs av Walker 1870.  Tetrica nanula ingår i släktet Tetrica och familjen sköldstritar. Inga underarter finns listade i Catalogue of Life.